# Erylus niger
Erylus niger är en svampdjursart som beskrevs av Patricia R. Bergquist 1968. Erylus niger ingår i släktet Erylus och familjen Geodiidae.
Artens utbredningsområde är havet kring Nya Zeeland. Inga underarter finns listade i Catalogue of Life.